# Lionel Ferbos

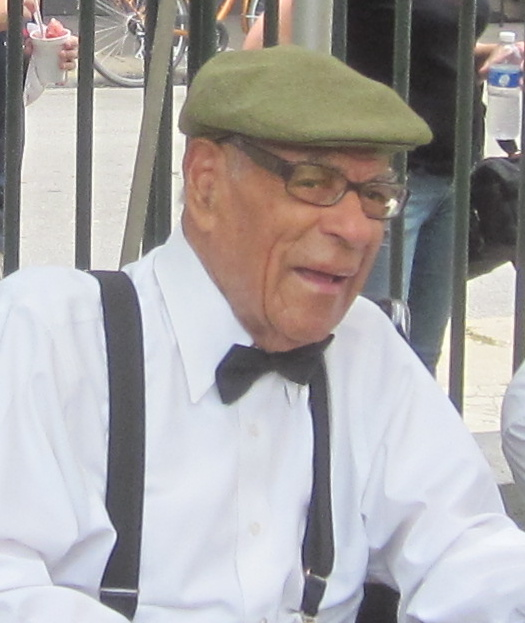
Lionel Ferbos (2012)

Lionel Charles Ferbos (* 17. Juli 1911 in New Orleans, Louisiana; † 19. Juli 2014 ebenda) war ein US-amerikanischer Trompeter des New Orleans Jazz.

## Leben
Lionel begann schon als Kind, obwohl schmächtig von Statur, mit dem Trompetenspiel und trat neben seinem Hauptberuf als Metallarbeiter lebenslang professionell auf; so spielte er in der Formation Mighty Four mit Harold Dejan. Ferbos war von Fats Pichon und Captain John Handy beeinflusst. Als Mitglied des Jazz-Revivals spielte er im New Orleans Ragtime Orchestra,  trat in der One Mo' Time-Show und bis in seine 90er Jahre regelmäßig im Palm Court Jazz Cafe auf. Ferbos galt als der älteste noch aktive Musiker des New Orleans Jazz. Auf die Frage nach dem Geheimnis seiner langen Karriere antwortet Ferbos „Ich übe hart, und ich habe noch alle meine Zähne“.